# Maximilian von Spee
Maximilian von Spee (Maximilian Johannes Maria Hubert reichsgraf von Spee; ur. 22 czerwca 1861, zm. 8 grudnia 1914) – oficer niemieckiej cesarskiej marynarki wojennej, wiceadmirał, graf (hrabia).
Urodzony w Kopenhadze, wstąpił jako kadet do cesarskiej marynarki niemieckiej 23 kwietnia 1878 roku. W latach 1887–1888 dowodził portami w Kamerunie Niemieckim, który był niemiecką kolonią w Afryce. 27 stycznia 1905 uzyskał stopień kapitana marynarki. 
W 1908 został mianowany szefem sztabu Dowództwa Morza Północnego. 27 stycznia 1910 został kontradmirałem, a 15 listopada 1913 wiceadmirałem. Objął dowodzenie niemiecką Wschodnioazjatycką Eskadrą Krążowników, stacjonującą w Qingdao w Chinach.
Od początku I wojny światowej koncentrował się na zwalczaniu brytyjskiej żeglugi i transportów wojsk, ze znacznym sukcesem. Po przystąpieniu Japonii do wojny po stronie Ententy, wyruszył swoją eskadrą krążowników do Niemiec, naokoło Ameryki Południowej, w dalszym ciągu prowadząc działania rajderskie. W bitwie pod Coronelem u wybrzeży Chile, 1 listopada 1914, eskadra von Spee zatopiła dwa brytyjskie krążowniki pancerne, HMS "Good Hope" i HMS "Monmouth". 
8 grudnia 1914 von Spee próbował zaatakować bazę morską Port Stanley na Falklandach, nie wiedząc o obecności tam silnego brytyjskiego zespołu z dwoma krążownikami liniowymi, wysłanego w celu zniszczenia jego eskadry. W wynikłej następnie bitwie koło Falklandów eskadra von Spee została prawie w całości zniszczona, a śmierć poniosło ponad 2200 niemieckich marynarzy. Wśród ofiar był także sam admirał na swoim okręcie flagowym SMS "Scharnhorst", razem ze swoimi dwoma synami Ottonem (porucznikiem na SMS "Nurnberg") i Heinrichem (porucznikiem na SMS "Gneisenau"). 
Jego imieniem nazwane zostały niemieckie okręty:
- zwodowany 15 września 1917 w Gdańsku krążownik liniowy SMS Graf Spee[1][2]
- pancernik kieszonkowy z II wojny światowej.

## Odznaczenia
Odznaczenia admirała von Spee to między innymi:
- Order Orła Czerwonego II klasy z liśćmi dębu
- Order Orła Czerwonego IV klasy z koroną
- Order Królewski Korony II klasy z gwiazdą
- Odznaka za Służbę Wojskową
- Oficer Orderu Zasługi Wojskowej (Bawaria)
- Kawaler I klasy Orderu Zasługi Filipa Wspaniałomyślnego (Hesja)
- Wielki Komandor Orderu Domowego i Zasługi Księcia Piotra Fryderyka Ludwika (Oldenburg)
- Order Podwójnego Smoka II stopnia III klasy (Chiny)
- Order Świętego Stanisława II klasy z gwiazdą (Imperium Rosyjskie)
- Komandor I klasy Orderu Miecza (Szwecja)